# Белозьорський Олександр Павлович
Олександр Павлович Белозьорський нар. 4 травня 1964) — колишній радянський та український футболіст, що грав на позиції нападника і півзахисника. Відомий за виступами у низці українських клубів. По завершенні ігрової кар'єри — український футбольний тренер та функціонер.

## Кар'єра футболіста
Олександр Белозьорський народився у Сімферополі, і є вихованцем ДЮФК «Таврія», першим тренером юного футболіста став відомий у минулому воротар сімферопольського клубу Еммануїл Анброх. Футбольну кар'єру розпочав виступами за дублюючий склад сімферопольської «Таврія» в 1981 році, коли клуб із Кримського півострова грав у вищій союзній лізі. В основному складі «Таврії» Беілозьорський дебютував наступного сезону, коли клуб виступав уже в першій лізі. а головним тренером команди став колишній футболіст київського «Динамо» та донецького «Шахтаря» Анатолій Коньков. Протягом двох сезонів молодий футболіст став одним із основних гравців атакуючої ланки сімферопольської команди, зігравши 56 матчів у першій лізі, та відзначившись 5 забитими м'ячами.
У 1984 році Олександр Белозьорський був призваний на строкову службу в Радянську Армію, і, як і більшість футболістів у цей час, проходив службу в армійській футбольній команді СКА з Одеси. Після закінчення служби в армії Белозьорський у 1986 році розпочав виступи за друголіговий клуб «Океан» з Керчі, головним тренером якого був відомий у минулому гравець «Таврії» Віталій Шаличев. У «Океані» Белозьорський був одним із лідерів і найкращих бомбардирів команди, у 173 зіграних матчах за керченський клуб відзначився 28 разів. Після забитого у ворота луцької «Волині» м'яча отримав запрошення від головного тренера лучан Віталія Кварцяного виступати за клуб із Волині, який у 1990 році дебютував у буферній зоні другої ліги. У луцькій команді Белозьорський грав трохи менше одного року, зіграв 34 матчі, у яких відзначився 4 забитими м'ячами, і вирішив спробувати сили у сусідній Польщі. Спочатку Олександр Белозьорський грав за нижчоліговий КСЗО із Остро́вця-Свентокши́ського, а за два роки перейшов до складу іншої нижчолігової команди «Бленкітні» із центру воєводства — Кельців.
На початку 1994 року футболіст вирішив повернутись до України. але отримав запрошення лише від друголігового клубу «Дружба» з Бердянська. У цій команді Білозерський грав протягом півтора року, і отримав запрошення від вищолігового «Кривбасу» з Кривого Рогу. У «Кривбасі» футболіст провів лише другу половину сезону 1995—1996 років, і став гравцем іншої вищолігової команди — кременчуцького «Кременя». У кременчуцькій команді за сезон Белозьорський відіграв 18 матчів. Але після цього сезону «Кремінь» покинув вищу лігу, і Белозьорський вирішив перейти до складу іншої вищолігової команди — «Зірки» з Кіровограда. У цьому клубі Олександр Белозьрський провів два з половиною сезони, за яких зіграв у вищій лізі 54 матчі. Останньою професійною командою футболіста стало друголігове «Поділля» з Хмельницького, за яке Белозьорський грав у другій половині сезону 1999—2000 років. Ще півтора року Белозьорський грав за кримський аматорський клуб СВХ «Даніка», і після цього остаточно завершив кар'єру футболіста.

## Після закінчення кар'єри футболіста
Після завершення виступів на футбольних полях Олександр Белозьорський розпочав тренерську діяльність в дитячо-юнацькій школі при футбольному клубі «Таврія». Від 2006 році до 2007 року Белозьорський працював у дублюючій команді сімферопольського клубу — спочатку тренером, потім старшим і головним тренером дублюючого складу. Від 2007 року Олександр Белозьорський став головним тренером команди із другої української ліги — красноперекопського «Хіміка». Пізніше колишній футболіст повернувся до сімферопольського клубу на посаду тренера-селекціонера, а у 2008 році очолив молодіжну команду «Таврії». На цій посаді Белозьорський працював до кінця 2009 року. Пізніше Олександр Белозьорський працював виконавчим директором Республіканської федерації футболу Криму.